# فهرست بازی‌های ویدئویی سونیک خارپشت
بازی‌های سونیک بازی‌های سونیک Sonic که پس از سال ۱۹۹۱ میلادی هر ساله تولید می‌شوند، با داشتن بیش از ۱۰۰ عنوان بازی تا پایان سال ۲۰۱۲ یکی از عناوین و سری بازی‌های اصلی شرکت سگا (به انگلیسی SEGA) است که سود بیش از ۸۰ میلیونی را برای سگا و سونیک تیم رقم زده است.
اغلب بازی‌های سونیک Sonic The Hedgehog در سبک اکشن و پلتفرم Platform بوده و در سبک‌های مسابقه‌ای، مبارزه‌ای، ماجرایی و ماجراجویانه، پارتی و سرگرمی و ... نیز تولید شده‌است. پر فروشترین بازی در سری سونیک اولین سونیک در سال ۱۹۹۱ است که البته بیشتر فروش آن به صورت باندل و همراه با دستگاه سگا جنسیس بوده‌است. در بین بازی‌های پلتفرم هم پس از بازی Sonic The Hedgehog بازی سونیک ۲ با بیش از ۴ میلیون پرفروش بوده‌است.
سری بازی ماریو و سونیک نیز در مجموع تا پس از بازی‌های المپیک لندن بیش از ۲۰ میلیون بفروش رسانده است که رقمی خیره‌کننده است.
بازی‌های سونیک پس از ورود سگا به ساخت کنسول‌های با درایو دیسک، عموماً از حالت کارتریج خارج شده و به صورت CD، GD، DVD، بلو ری و قابل دانلود ارائه شده‌است.
بازی‌های اصلی سونیک از ابتدا عبارتند از:
- سونیک خارپشت
- سونیک خارپشت ۲
- سونیک اسپینبال
- سونیک CD
- سونیک خارپشت ۳
- سونیک و ناکلز
- سونیک ۳ و ناکلز
- سونیک D3
- سونیک مبارز
- سونیک R
- سونیک ماجراجو(سونیک ادونچر)
- سونیک ماجراجو 2(سونیک ادونچر ۲)
- سونیک قهرمانان
- سونیک هجوم
- سونیک رایدرز
- سونیک رقیبان
- سونیک خارپشت ۲۰۰۶
- سونیک و راز حلقه ها
- سونیک و شوالیه سیاه
- سونیک رایدرز جاذبه صفر
- سونیک رهاشده(سونیک آنلشیلد)
- سونیک رنگ‌ها(سونیک کالِرِز)
- سونیک نسل ها (سونیک جنریشنز)
- سونیک و همه قهرمانان سگا تبدیل شوندگان
- سونیک بوم ظهور لیریک
- سونیک بوم کریستال شکسته
- سونیک بوم آتش و یخ
- سونیک مانیا
- نیروهای سونیک(سونیک فورسز)
- سونیک اوریجینز
- سونیک مرزها(سونیک فرانتیرز )